# Шведське національне космічне агентство
Шведське національне космічне агентство (англ. Swedish National Space Agency, SNSA; швед. Rymdstyrelsen) — державна установа Швеції, що підпорядковується Міністерству освіти і науки. Агентство відіграє ключову роль у реалізації шведської космічної програми, яка переважно здійснюється в межах міжнародної співпраці та охоплює як національні супутникові місії, так і спільні проєкти з іншими країнами. Крім того, агентство розподіляє державні гранти на наукові дослідження і розробки, ініціює проєкти у сфері космосу та дистанційного зондування Землі, а також виступає контактною організацією Швеції у міжнародних коопераційних ініціативах.
Згідно з річним звітом за 2024 рік, бюджет агентства становив близько 1,23 мільярда шведських крон, а штат налічував 34 працівники. У 2018 році агентство змінило свою англійську назву з Swedish National Space Board на Swedish National Space Agency.

## Історія

### Передумови
Космічна діяльність Швеції розпочалася за кілька десятиліть до створення Шведського національного космічного агентства. Однією з найважливіших віх стало заснування Геофізичної обсерваторії в Кіруні (Kiruna Geophysical Observatory, KGO) у липні 1957 року, якому передували понад десять років звернень і перемовин з боку шведської наукової спільноти. Ще до відкриття обсерваторії було визнано, що географічне розташування Швеції є особливо сприятливим для певних видів космічних досліджень, зокрема для спостереження атмосферних явищ, таких як північне сяйво, завдяки відносно м’якому клімату та близькості до Полярного кола. Обсерваторія в Кіруні привернула увагу багатьох міжнародних науковців і стала важливим кроком до подальшої співпраці у сфері космічних досліджень.
У 1959 році було створено Шведський комітет з космічних досліджень (Swedish Space Research Committee, SSRC), перед яким поставили три основні завдання: розробка національної космічної програми, забезпечення участі Швеції в міжнародних проєктах та організація можливого полігону для запуску зондувальних ракет. Майже одразу після створення комітет розпочав перемовини щодо вступу до новоствореної Європейської організації з космічних досліджень (European Space Research Organisation, ESRO), відповідно до другого завдання. Проте реалізація цих намірів ускладнювалася через відсутність у комітету виконавчих повноважень, а також через політику суворого нейтралітету, якої дотримувалося шведське урядове керівництво. Водночас ідея обмеженої європейської співпраці визнавалася політично прийнятною. У підсумку Швеція підписала Конвенцію ESRO у червні 1962 року, але відмовилася від вступу в Європейську організацію з розробки ракет-носіїв (ELDO); ці рішення були зумовлені не лише науковими, а й політичними та промисловими міркуваннями.
У серпні 1961 року на полігоні Видсель (Vidsel Test Range) розпочалися запуски зондувальних ракет. Ця ініціатива скористалася пропозицією США здійснювати безкоштовні запуски європейських наукових супутників, хоча проєкт у підсумку потребував фінансування як з боку Шведського комітету з космічних досліджень, так і з боку Шведського інституту оборонних досліджень (FOA). У наступні роки та десятиліття з полігону Видсель було виконано численні подібні запуски. Також Європейська організація з космічних досліджень (ESRO) заснувала науковий полігон Есрейндж (Esrange), де в листопаді 1966 року було здійснено перший запуск ракети. Цей крок викликав занепокоєння з боку Радянського Союзу через потенційне військове призначення об'єкта, що спонукало Швецію наполягати на повній прозорості своєї космічної діяльності.

### Заснування
Станом на середину 1960-х років космічна діяльність Швеції здійснювалася різними установами та організаціями, що викликало дедалі більше занепокоєння і заклики до її реорганізації. Така реорганізація згодом відбулася, хоч і без особливої терміновості. Така реорганізація зрештою відбулася, хоча й без особливої терміновості. На початку 1970-х років Швеція відновила національну програму запусків зондувальних ракет, чому сприяло суттєве зниження їхньої вартості порівняно з попереднім десятиліттям, а також фінансування з боку Шведського інституту оборонних досліджень (FOA). Розглядалася також можливість передачі Швеції повноважень з управління полігоном Есрейндж від ESRO, однак для реалізації таких планів бракувало коштів.
Комітет дійшов висновку про необхідність створення централізованого органу для координації космічної діяльності Швеції, хоча між учасниками залишалися розбіжності щодо змісту майбутньої програми. Прагнення до автономії сприймалося позитивно, проте водночас існувала значна підтримка ініціатив Європейської організації з розробки ракет-носіїв (ELDO). У результаті реорганізації ESRO в Європейське космічне агентство (ESA) було ухвалено рішення про створення центрального шведського органу — Шведської національної космічної ради (Swedish National Space Board), якому передавались повноваження з формування політики та планування в галузі космічної діяльності. Ця діяльність поділялася на два напрями: космічні дослідження та прикладні програми. Створення ради та передання Швеції управління полігоном Есрейндж відбулися у липні 1972 року.
Шведська національна космічна рада виконувала адміністративні функції, тоді як операційну діяльність здійснювала Шведська космічна корпорація (Swedish Space Corporation) — державна організація, відповідальна за системну реалізацію проєктів і передачу окремих завдань промисловим підрядникам. У перші роки роботи Рада зосередилася на трьох напрямах: дослідження, прикладні розробки та дистанційне зондування Землі. На практиці напрями «дослідження» і «застосування» значною мірою перетиналися. Уже через кілька років діяльність Ради була реорганізована з урахуванням національних пріоритетів. Основну увагу було зосереджено на переговорах з міжнародними організаціями, насамперед із Європейським космічним агентством (ESA), щодо участі Швеції в різних проєктах та виділення фінансування на відповідні ініціативи.

### Діяльність
Важливою віхою в розвитку шведської космічної програми стало виведення на орбіту першого національного супутника — Viking. Роботи над проєктом розпочалися в січні 1978 року та отримали значний імпульс завдяки збільшенню державного фінансування космічної галузі на початку 1980-х років. Спочатку планувалося реалізувати проєкт у співпраці з Радянським Союзом, однак від ідеї запуску на радянській ракеті відмовилися на користь ракети Ariane 1 Європейського космічного агентства — це рішення було ухвалене у вересні 1979 року. Платформа супутника, розроблена компанією Boeing, була передана фірмі Saab у грудні 1982 року для остаточного складання. 22 лютого 1986 року Viking успішно вивели на орбіту з космодрому Куру (Французька Гвіана), запуск здійснило ESA. Упродовж кількох років супутник проводив дослідження плазмових процесів у магнітосфері та іоносфері Землі, після чого був виведений з експлуатації.
Ще однією яскравою подією в історії шведської космічної програми став політ у космос першого шведського астронавта — Крістера Фуглесанга (Christer Fuglesang) у грудні 2006 року. Цей політ став можливим завдяки співпраці з низкою міжнародних організацій. Фуглесанг був відібраний Європейським космічним агентством (ESA) у 1992 році для участі в місії та пройшов підготовку в Росії та США перед польотом на космічному шатлі. Його робота на борту Міжнародної космічної станції (МКС) привернула значну увагу шведських ЗМІ та підвищила інтерес громадськості до інших аспектів національної космічної діяльності.
У лютому 2013 року Національне аудиторське управління Швеції опублікувало звіт про стан національної космічної програми. Серед основних висновків зазначалося, що «шведські інвестиції в космічну сферу розподілені між багатьма організаціями, які діють ізольовано, без реальної взаємодії та спільної мети». На той час щорічні витрати Швеції на космічні ініціативи становили близько 1 мільярда шведських крон (приблизно 158 мільйонів доларів США). У звіті було висловлено заклик до посилення державного контролю за участю Швеції в програмах Європейського космічного агентства (ESA), а також до перегляду завдань і діяльності Шведської космічної корпорації.

## Супутникові місії
- Viking (1986–1987) — дослідження плазмових процесів у магнітосфері та іоносфері Землі.
- Freja[en] (1992–1996) — друга місія в галузі космічної фізики.
- Astrid 1[en] (1995) — мікросупутник для досліджень з космічної фізики.
- Astrid 2[en]  (1998–1999) — другий мікросупутник для космічної фізики.
- Odin (з 2001 року донині) — шведсько-канадсько-фінсько-французький супутник для астрономії та дослідження хімії атмосфери.
- Prisma[en]  (з 2010 року донині) — технологічна місія з випробування управління польотом супутникового угруповання.
- MATS (2019) — дослідження атмосферних хвиль[22].

## Генеральні директори
| Роки           | Ім'я           |
| -------------- | -------------- |
| 1972–1979      | Ганс Гоканссон |
| 1979–1989      | Ян Стернштедт  |
| 1989–1998      | Керстін Фредга |
| 1998–2009      | Пер Теньєр     |
| 2009–2018      | Олле Норберг   |
| 2018–2024      | Анна Ратсман   |
| 2024 – дотепер | Елла Карлссон  |

## Зовнішні посилання
- офіційний сайт Шведского национального космического агентства